# São Jorge dos Ilhéus (romance)
São Jorge dos Ilhéus é um romance de autoria do escritor brasileiro Jorge Amado, membro da Academia Brasileira de Letras, publicado em 1944.

## Resumo
Nesta obra, consagrada pela televisão, apresenta elementos peculiares das cidades de Ilhéus e Itabuna; e de seus personagens.
Jorge Amado narra a luta pela conquista de terras no sul da Bahia, envolvendo política, a quase escravidão de trabalhadores em busca do enriquecimento dos fazendeiros através do cultivo do cacau.

## Recepção
A obra foi traduzida pro chinês por Zheng Yonghui em 1956 pela editora Pingming. A China com governo comunista via com bons olhos o escritor Jorge Amado, filiado ao partido comunista. 